# Phugpa Lhündrub Gyatsho

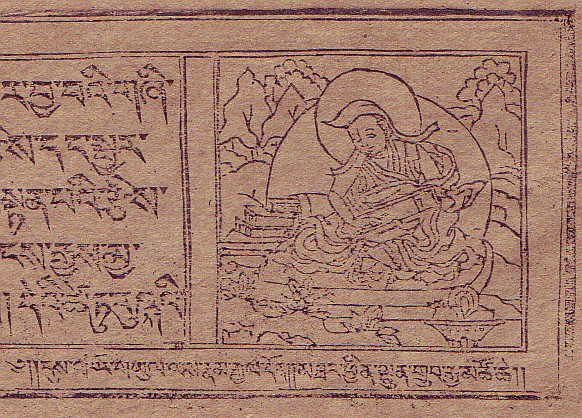
Der tibetische Astronom Phugpa Lhündrub Gyatsho rechnet mit dem Sandabakus.

Phugpa Lhündrub Gyatsho (tib.: phug pa lhun grub rgya mtsho; 15. Jahrhundert), häufig nur Phugpa genannt, war der bedeutendste Astronom der tibetischen Geschichte. Die von ihm im 15. Jahrhundert begründete Phugpa Schule war neben der Tshurphu-Schule eine der einflussreichsten Schulen der tibetischen Astronomie und Kalenderrechnung.

## Herkunft

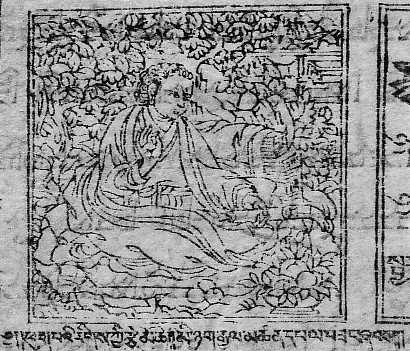
Der tibetische Divinationsmeister Minyag Gyeltshen, Stammvater der Phugpa-Familie

Phugpa Lhündrub Gyatsho gehörte einer alten Familie von Astronomen und Divinationsmeistern an. Sowohl sein Vater Āryadeva (2. Hälfte des 14. Jahrhunderts) wie auch sein Bruder Lobpön Künga Pel (tib.: slob dpon kun dga' dpal) waren große Kenner der Astronomie und der Sinotibetischen Divinationskalkulationen. Als Astronom berühmt geworden ist auch sein Neffe Pelgön Thrinle (tib.: dpal mgon 'phrin las).
Der Stammvater der unter dem Namen Phugpa bekannt gewordenen Familie war Minyag Gyeltshen (tib.: mi nyag rgyal mtshan), der zu Beginn des 14. Jahrhunderts lebte und als Meister der Sinotibetischen Divinationskalkulationen angesehen wurde. Minyag Gyeltshen hatte diese Disziplin bei dem Nag-rtsis-Meister Khyungnag Shakya Dar studiert.
Da Minyag Gyeltshen lange Zeit in einer Höhle gelebt und meditiert hatte, erhielt er den Rufnamen Phugpa („Höhlenmensch“), den seine Nachfahren als Familienbezeichnung beibehielten.

## Leben

### Studium
Phugpa Lhündrub Gyatsho gehörte zu einer Gruppe von Astronomen, die unter dem Beinamen die „Drei Ozeane“ (tib.: rgya mtsho rnam gsum) bekannt wurden. Zu dieser Gruppe gehörte neben ihm Khedrub Norsang Gyatsho (tib.: mkhas grub nor bzang rgya mtsho) und Drachung Yönten Gyatsho (tib.: grva chung yon tan rgya mtsho). Alle drei studierten Astronomie bei dem gleichen Lehrer, nämlich Tsangchung Chödrag Gyatsho (tib.: gtsang chung chos grags rgya mtsho).

### Lebenswerk
1447 vollendete Phugpa Lhündrub Gyatsho sein wichtigstes Werk, den Pema Karpö Zhelung (tib.: padma dkar po'i zhal lung; „Unterweisung des (Königs von Shambhala) Pema Karpo“). Darin rekonstruierte er die nach der tibetischen Tradition von Buddha gelehrte und später im Kālacakratantra angeblich verfälschte wahre Astronomie und Kalendererrechnung. Damit schuf er die Grundlage für ein Rechensystem, welches für einen Großteil der tibetischen Astronomen zur Erstellung des tibetischen Kalenders, zur Berechnung der Sonnen- und Mondfinsternisse und zur Kalkulation der Bewegung der Planeten einschließlich Sonne und Mond über viele Jahrhunderte hinweg maßgeblich war.
Zur Forschungsgeschichte ist anzumerken, dass zu seinem Lebenswerk außer Blockdruckausgaben und einem Pekinger Nachdruck einer der Blockdruckausgaben weder eine textkritische Ausgabe noch eine Übersetzung vorliegt.